# Carmen de Carupa (ort)
Carmen de Carupa är en ort i Colombia.   Den ligger i departementet Cundinamarca, i den centrala delen av landet, 80 km norr om huvudstaden Bogotá. Carmen de Carupa ligger 2 965 meter över havet och antalet invånare är 1 928.
Terrängen runt Carmen de Carupa är kuperad åt sydost, men åt nordväst är den bergig. Runt Carmen de Carupa är det ganska tätbefolkat, med 104 invånare per kvadratkilometer. Närmaste större samhälle är La Mesa, 9,2 km söder om Carmen de Carupa. Trakten runt Carmen de Carupa består i huvudsak av gräsmarker.